# ČEZ Extraliga 2025/2026
ČEZ Extraliga 2025/2026 bude 32. ročníkem nejvyšší ženské florbalové soutěže v Česku. 
Základní část soutěže bude hrát 12 týmů dvakrát každý s každým od 13. září 2025 do 8. března 2026. Play-off bude hrát prvních osm týmů od 14. března do 25. dubna 2026, kdy se odehraje Superfinále. Poslední čtyři týmy budou hrát play-down o sestup.
Obhájcem titulu v této sezóně bude tým 1. SC Tempish Vítkovice Natios.
Nováčkem v této sezóně bude tým GMS Florbal Chomutov, výherce 1. ligy v minulém ročníku. Chomutov bude hrát nejvyšší soutěž poprvé. Doplnil ligu po dvou letech na plných 12 týmů.

## Týmy soutěže
- 1. SC Tempish Vítkovice Natios
- Bulldogs Brno
- Crazy girls FBC Liberec
- FAT PIPE Florbal Chodov
- FBC ČPP Bystroň Group Ostrava
- FBC Intevo Třinec
- FBC Kamat Dobruška
- FBS Olomouc
- FbŠ Bohemians
- GMS Florbal Chomutov
- K1 Florbal Brno Židenice
- Logisteed Tatran Střešovice